# Рівер-Форест (Індіана)
Рівер-Форест (англ. River Forest) — місто (англ. town) в США, в окрузі Медісон штату Індіана. Населення — 26 осіб (2020).

## Географія
Рівер-Форест розташований за координатами 40°6′38″ пн. ш. 85°43′45″ зх. д. / 40.11056° пн. ш. 85.72917° зх. д. (40.110674, -85.729219).  За даними Бюро перепису населення США в 2010 році місто мало площу 0,05 км², уся площа — суходіл.

## Демографія
Згідно з переписом 2010 року, у місті мешкали 22 особи в 9 домогосподарствах у складі 8 родин. Густота населення становила 487 осіб/км².  Було 10 помешкань (221/км²).
Расовий склад населення:
| - 100,0 % — білих |

До двох чи більше рас належало 0,0 %. Частка іспаномовних становила 0,0 % від усіх жителів.
За віковим діапазоном населення розподілялося таким чином: 9,1 % — особи молодші 18 років, 68,2 % — особи у віці 18—64 років, 22,7 % — особи у віці 65 років та старші. Медіана віку мешканця становила 58,0 року. На 100 осіб жіночої статі у місті припадало 144,4 чоловіків;  на 100 жінок у віці від 18 років та старших — 150,0 чоловіків також старших 18 років.
Цивільне працевлаштоване населення становило 15 осіб. Основні галузі зайнятості: освіта, охорона здоров'я та соціальна допомога — 66,7 %, мистецтво, розваги та відпочинок — 13,3 %, науковці, спеціалісти, менеджери — 6,7 %, виробництво — 6,7 %.